# Plagithmysus smilacis
Plagithmysus smilacis là một loài bọ cánh cứng trong họ Cerambycidae.